# Université d'Abertay Dundee
L'université d'Abertay Dundee, plus simplement connue sous le nom d'université d'Abertay, est une université écossaise située à Dundee. Cette université est relativement jeune en comparaison avec les ancient universities d'Écosse. Elle fut créée en 1994 par un décret du gouvernement conférant le statut d'université à l'Institut de Technologie de Dundee (Dundee Institute of Technology), qui fut lui-même fondé en 1888 et délivrait ses propres diplômes depuis les années 1970.
Aujourd'hui, l'université d'Abertray est réputée pour ses compétences en technologie des jeux vidéo et en design. Elle abrite également l'école de commerce de Dundee (Dundee Business School).
L'université arrive en première position au classement britannique pour les investissements dans les équipements de technologies de l'information et de la communication. David Jones, le cocréateur de Lemmings et de Grand Theft Auto  est un ancien étudiant de l'université et Dare to Be Digital (Osez le numérique), un grand concours de production de jeux vidéo, se tient tous les ans dans les locaux de l'université.
En 2021, la presse commente des mesures disciplinaires prises à l’encontre d'une étudiante, pour des commentaires « offensants » et « discriminatoires » qu’elle a tenus lors de cours à l’université. L'étudiante avait notamment soutenu que « les femmes ont un vagin et ne sont pas aussi fortes physiquement que les hommes »,. Joanna Cherry, députée du Parti national écossais (SNP) et vice-présidente du comité mixte des Lords and Commons sur les droits de l'homme, a qualifié l'action entreprise de « ridicule ».